# Batrachostomus septimus
Batrachostomus septimus е вид птица от семейство Podargidae.

## Разпространение
Видът е разпространен във Филипините.